# Eustrotia phaeomera
Eustrotia phaeomera là một loài bướm đêm trong họ Noctuidae.